# Парадокс Денни
Парадо́кс Де́нни (англ. Denny’s paradox), в исследовании локомоции — кажущаяся невозможность для живущих на поверхности воды животных (например, водомерок) приложения достаточной для перемещения силы. Парадокс назван в честь Марка Дэнни, профессора биологии Стэнфордского университета.
Если предполагается, что передачу импульса воде производят поверхностные волны, то ноги животного должны перемещаться быстрее, чем фазовая скорость волн {\displaystyle c_{m}=(4g\sigma /\rho )^{1/2}}, где g — ускорение свободного падения, σ — коэффициент поверхностного натяжения, и ρ — плотность воды. Для стандартных условий эта скорость равна примерно 0,23 м/с.
Движение ножек молодых водомерок гораздо медленнее, чем приведённая выше скорость, и поэтому они не могут перемещаться.

## Объяснение
Дэвид Ху и Джон Буш утверждают, что парадокс Денни

…основывался на двух некорректных предположениях. Во-первых, предполагалось, что движение водомерок основано на возбуждении поверхностных волн, так как считалось, что движущая сила связана с волновым сопротивлением, действующим на приводящую ногу. Во-вторых, предполагалось, что для возбуждения поверхностных волн скорость ноги водомерки должна превышать минимальную скорость волн {\displaystyle c_{m}=\left(4g\sigma /\rho \right)^{1/2}\simeq 0{,}23} м/с. Отметим, что второе предположение строго справедливо только для установившегося движения.
Оригинальный текст (англ.)…rested on two flawed assumptions.  First, water striders' motion was assumed to rely on the generation of capillary waves, since the propulsive force was thought to be that associated with wave drag on the driving leg.  Second, in order to generate capillary waves, it was assumed that the strider leg speed must exceed the minimum wave
speed, {\displaystyle c_{m}=\left(4g\sigma /\rho \right)^{1/2}\simeq 0.23} m/s. We note that this second assumption is strictly true only for steady motions.
— David L. Hu, John W. M. Bush. «The hydrodynamics of water-walking arthropods»